# MS Celestyal Olympia
O MS Song of America (agora MS Celestyal Olympia) é um navio de cruzeiro de propriedade da Loiuis Cruises Lines lançado em 1981 no estaleiro Wärtsilä Oyj Abp em Helsinque, Finlândia. Seu lançamento foi em 26 de novembro de 1981 e sofreu alguns atrasos devido a mudanças no projeto. Seu primeiro dono foi a Royal Caribbean Cruise Lines. Ele ficou nessa empresa até 1999 quando foi vendido para a Sun Cruises. Após muitos donos, ele foi transformado em hotel flutuante em 2014. Ele permaneceu nessa função até 2015 (ano em que foi comprado pela Louis Cruises Lines). Devido a pandemia de COVID-19, suas viagens tinham sido canceladas até 6 de março de 2021. Atualmente encontra-se em serviço ativo.